# جون نورميل
جون نورميل (مواليد 20 يوليو 1967) هو مبارز بالسيف من الولايات المتحدة، مثّل بلاده في الألعاب الأولمبية الصيفية 1992.

## روابط رياضية
جون نورميل على موقع الاتحاد الدولي للمبارزة (الإنجليزية)
- جون نورميل على موقع أوليمبيديا (الإنجليزية)